# Clonopsis gallica
Espèce
Clonopsis gallica, le Phasme gaulois, est une espèce d'insectes herbivores de l'ordre des Phasmida et de la famille des Bacillidae.
Il a pour particularité, comme beaucoup d'autres phasmes, d'être mimétique avec des brindilles, rendant ainsi son observation difficile.

## Répartition
Cette espèce est commune de l'Europe du Sud et se rencontre sur le pourtour méditerranéen du Portugal à l'Italie. Elle fait partie des trois espèces que l'on rencontre dans le Midi de la France, avec le phasme espagnol et le phasme de Rossi.
Il se rencontre aussi dans l'Ouest de la France.

## Habitat
Cette espèce vit dans les zones boisées, mais aussi dans les garrigues. Elle vit aussi dans les vergers dans l'Ouest de la France.

## Alimentation
Le phasme gaulois se nourrit de feuilles et de pétales de diverses plantes, avec une préférence pour celles de la famille des Rosacées, notamment la ronce et le rosier, mais aussi le prunier et le fraisier. Des plantes de la famille des Bétulacées, Fagacées et Salicacées sont également acceptées comme source de nourriture. Les feuilles pubescentes sont évitées, même au sein de la famille des Rosacées.

## Reproduction

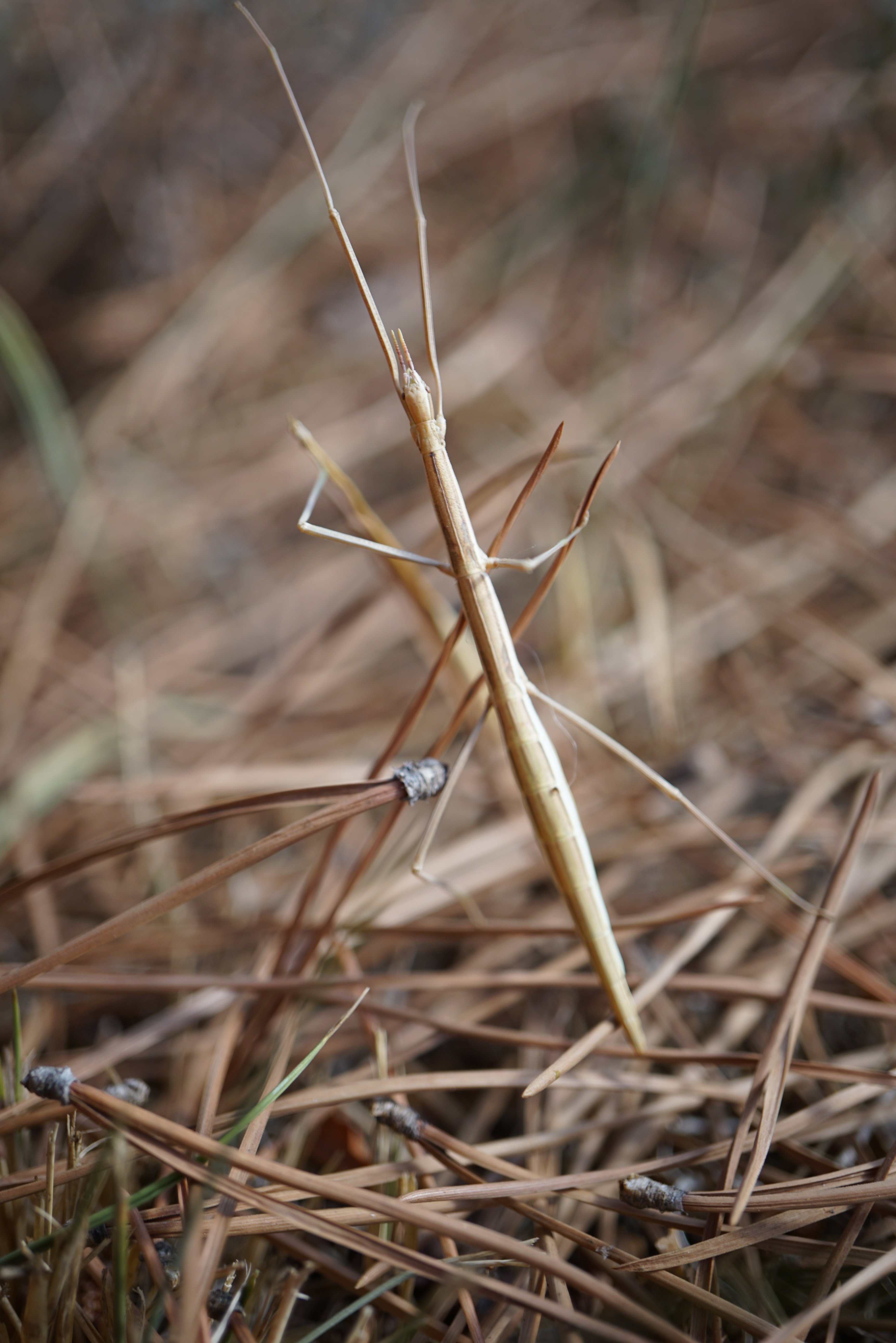
Phasme sur aiguilles de pin. Il s'agit de Pijnackeria masettii.

Aucun mâle de cette espèce n'a jamais pu être observé[réf. nécessaire], les femelles, qui mesurent dans les 7 centimètres de long, se reproduisent seules, par parthénogenèse.